# Setge de Gandesa (1838)
|  | Per a altres significats, vegeu «Setge de Gandesa». |

El Setge de Gandesa de 1838 fou un dels episodis de la primera guerra carlina.

## Antecedents
La rebel·lió va esclatar després de la convocatòria de les Corts el 20 de juny de 1833 quan el pretendent don Carles, refugiat a Portugal es va negar a jurar lleialtat a Maria Cristina de Borbó-Dues Sicílies i l'1 d'octubre, recolzat per Miquel I de Portugal va el seu dret al tron. A Morella Rafael Ram de Viu Pueyo va proclamar rei a Carles V el 13 de novembre, tot i que va ser ocupada per forces liberals el 10 de desembre, i a la mort de Ram de Viu Manuel Carnicer va assumir la prefectura militar de l'exèrcit carlí al Baix Aragó i el Maestrat. L'execució de Carnicer va ocasionar l'assumpció del comandament del front per Ramon Cabrera. A la primavera de 1836, aquest ja comandava 6.000 homes i 250 cavalls que operaven a l'entorn de Cantavella, que va fortificar i es va convertir en el centre d'operacions, amb una presó, fàbrica d'artilleria i dos hospitals.
Cabrera es va afegir a l'Expedició Gómez per intentar prendre Madrid, deixant afeblit el Maestrat, i un cop superat el període de paralització de l'exèrcit causat pel Motí de la Granja de San Ildefonso, es va nomenar Evaristo San Miguel com a comandant de l'exèrcit del Centre, que va capturar Cantavella, recuperada en 24 d'abril de 1837, quan la seva guarnició es va rendir en un atac simultani dels carlins a Cantavella, Sant Mateu i Benicarló.
El 31 de gener de 1838, procedent de Benicarló, entrava Ramon Cabrera a Morella.

## El setge
A principis de febrer de 1838, Ramon Cabrera va posar setge a Gandesa amb les tropes de Forcadell, Llangostera i Solaní, i més tard la brigada que comandava Cabañero i amb els quals havia posat setge a Terol, en total dotze batallons, i vuit-cents cavalls amb els quals encerclà completament la vila, i nou peces d'artilleria de calibre superior a les dels setges anteriors, tretes de Morella i instal·lades en bateria, obrint una bretxa i atacant per la part del castell, on estava instal·lat un obús.
El 28 de febrer de matinada es ven llençar dues bombes però davant el foc intens dels defensors no van atacar, els carlins es van retirar al Calvari, on Cabrera i Cabañero mantingueren una discussió que provocà que Cabañero marxés amb les seves tropes a atacar Saragossa.
L'1 de maig, quan Evaristo San Miguel s'acostava amb una columna de 5.000 infants i tres esquadrons de cavalleria, Cabrera va aixecar el setge.

## Conseqüències
En març, Gandesa fou evacuada per Evaristo San Miguel poc després que Cabrera aixequés el setge per evitar la despesa humana i material de defensar-la i a continuació queien Calanda, Alcorisa i Samper, i s'atacava Alcanyís i Xiva.